# L'Enfant lion
Pour plus de détails, voir Fiche technique et Distribution.
L'Enfant lion est un film franco-burkinabé réalisé par Patrick Grandperret, sorti en 1993. Il s'agit d'une adaptation cinématographique du roman Sirga la lionne, de l'écrivain français René Guillot, paru en 1951.
Au village de Pama, en Afrique, au XXe siècle, Oulé vient au monde le même jour que Sirga, la petite lionne. Ils grandissent ensemble et deviennent inséparables, passant leurs journées à chasser, au grand dam de Léna, la douce amie d'Oulé. L'enfant apprend le langage des animaux, du vent et du feu. Ses connaissances vont d'ailleurs lui devenir précieuses, lorsqu'un jour surgissent des hommes armés venus du Nord. La tribu est décimée et les enfants sont emmenés en esclavage au Maghreb ou en Arabie. Oulé tente de retrouver sa terre natale avec l'aide des félins.

## Synopsis
L'histoire commence avec un groupe de cavaliers venus du Nord avec plusieurs enfants capturés qu'ils comptent vendre comme esclaves. Deux d'entre eux, Léna et Oulé sont vendus ensemble à un riche prince. Léna raconte alors leur histoire à travers ses souvenirs : Ils vivaient autrefois à Pama, la Terre des Lions. Leur tribu avait établie leur village sur leur terre. Après avoir protégé Pama de Sama l'Eléphant et de sa troupe en tuant un grand mâle, Moko le père de Oulé avait établi la paix entre sa tribu et les lions tout en faisant une offrande, (une gazelle), à Ouara la reine du clan.
Léna continue en disant que Moko et Tamani devaient avoir des jumeaux et du côté des Lions Ouara et Nyogo le seigneur lion devaient avoir deux petits princes. Mais finalement Tamani n'a eu qu'un fils : Oulé et Ouara une fille qu'elle et Nyogo appellent Sirga. Un jour, la Brousse fait que Oulé et Sirga se rencontrent, de là naît une fraternité entre les deux bébés. Moko et Ouara laissent leurs enfants jouer ensemble sans crainte. Les années passent et Oulé et Sirga grandissent devenant de véritables frères et sœurs : jouant, chassant et dormant ensemble. Léna grandit elle aussi, elle développe de l'amitié pour Oulé puis très vite de l'amour. Mais Oulé passe quasiment tout son temps avec Sirga. Léna devient jalouse puis un jour elle suit Oulé à son insu. Elle rencontre Sirga. D'instinct les deux filles ne s'apprécient pas : Sirga rugit pour faire fuir Léna et boude quand Oulé vient la voir. Léna lui fera aussi la tête. Rejeté par son amie et sa sœur, Oulé tombe dans la tristesse. Oulé et Sirga finiront par se réconcilier alors qu'un malheur se prépare...
Au même moment, Moko est furieux contre ses chasseurs en découvrant qu'ils ont posé des pièges alors qu'il leur avait interdit de le faire. Il découvre que Nyogo est tombé dans l'un d'entre eux et part avec ses chasseurs pour le délivrer. Pendant ce temps, Sama et sa troupe d'Eléphants reviennent pour conquérir Pama, sachant que cette fois les Hommes ne pourraient les arrêter. Oulé se prépare à défendre Pama avec la troupe de lions. Mais les Elephants plus nombreux et plus forts, tuent quelques lions durant la Bataille. Un grand mâle s'avance vers Oulé, Sirga l'attaque en se jetant sur son dos pour s'abriter de ses défenses et de sa trompe. Oulé tue l'Eléphant, (Sama ou un de ses camarades), en le transperçant avec sa lance tout comme son père avant lui. Effrayés à nouveau par la mort de l'un d'entre eux, les Eléphants s'enfuient une fois de plus. De leur côté, Moko et ses chasseurs utilisent un grand filet pour remonter Nyogo et le sortir du piège. Mais ce dernier se croyant trahi par les Hommes, tue l'un d'entre eux en le griffant. Les chasseurs lui décochent deux flèches avant d'être arrêtés par Moko, horrifié de ce que ses guerriers viennent de faire. Moko tente de rétablir la confiance entre lui et Nyogo. Mais tout à coup, le ciel se couvre et la foudre tombe sur Nyogo le tuant. Ouara ressentant la mort de son compagnon ne peut que rugir de tristesse et de colère. Attristé par la perte de son ami, Moko offre son corps à la rivière pour qu'il soit préservé des charognards.
Peu après, Oulé se rend chez les lions et découvre qu'ils sont partis y compris Ouara et Sirga. Il prévient Moko qui comprend que c'est un mauvais présage. Léna tente de réconforter Oulé en lui disant que Sirga reviendra. Les Lions n'étant plus là pour les protéger, Moko poste des guetteurs à différents endroits pour prévenir d'un futur danger. Moko dit à son fils qu'il possède la force des Lions et qu'aussi longtemps qu'il vivra, Pama vivra. Un des sorciers du village enseigne à Oulé le secret du Feu. Peu après, le danger que la tribu redoutait arrive : les Cavaliers du Nord. Ces derniers ont bandé les sabots de leurs chevaux pour avancer discrètement pendant que Moko et ses guerriers se préparent au combat. Les Cavaliers lancent leur attaque, Moko et ses guerriers leur font face. Mais le gros des cavaliers les ayant contournés, les tuent tous en leur tirant dans le dos alors qu'un petit groupe servait de diversion. Oulé tente de s'enfuir, mais se fait tirer dessus par un Cavalier qui le blesse à l'épaule et le capture. Moko ne peut que regarder son fils être emmené de force, avant de mourir de sa blessure. Les Cavaliers utilisent le feu des villageois pour mettre le feu aux huttes. Les femmes et les enfants s'enfuient terrifiés. Les Cavaliers capturent plusieurs enfants, dont Léna réunie avec Oulé. Ce qu'il advint de Tamani, des autres femmes ou d'éventuels enfants ayant échappé à la capture est inconnu. Oulé ne peut que regarder son village partir en fumée.
De retour dans le présent, on voit Léna triste de repenser à tout ce qu'elle a perdu. Elle explique que Oulé est séparé d'elle dans le palais. L'Oiseau Bleu ou Génie du Vent entre en contact avec Oulé lui demandant de le libérer lui et les autres esprits de leur cage. Oulé utilise le langage des abeilles, appris dans la Brousse pour qu'elles le guérissent de sa blessure. Le Prince et ses mages constatent les pouvoirs de Oulé (avec les abeilles puis quand il maîtrise avec facilité un cobra, car Tamani sa mère porte le signe du serpent signifiant qu'aucun serpent n'attaquera jamais Oulé et qu'ils seront ses amis). Ils sont à la fois impressionnés et terrifiés. Les mages du prince lui disent que s'il garde cet enfant captif, le palais et tous ceux qui y vivent disparaîtront sous le sable. Une nuit en voulant rejoindre Oulé, Léna se fait attraper par un garde. Elle est emmenée vers un lieu inconnu comme punition. Oulé accepte de libérer le Vent à condition qu'il emmène Léna où ils se sont donné rendez vous. Le Vent s'exécute et déclenche une tornade qui attaque la caravane et emmène Léna.
Furieux que Oulé lui ait tenu tête à plusieurs reprises, le prince ordonne à l'un de ses hommes de le droguer et de l'emmener dans les Montagnes enneigées pour qu'il y meure lui laissant comme seul protection une couverture et une lance. Mais Oulé réussit à surmonter l'épreuve de la montagne et rentre chez lui. Une nuit, il tombe sur la troupe de lions de Pama dirigé par un nouveau seigneur lion. Oulé retrouve Ouara et Sirga. Après leurs retrouvailles, Oulé et Sirga retrouvent Léna encerclée par des hyènes, ayant fait du feu pour les tenir à distance. Oulé et Sirga font fuir les hyènes et la sauvent. Oulé met fin à la jalousie entre Sirga et Léna. L'histoire se termine avec Léna et Oulé heureux de rentrer chez eux, accompagnés de Sirga.

## Fiche technique
- Titre : L'Enfant lion
- Réalisation : Patrick Grandperret
- Scénario : Catherine Galodé, d'après le roman de René Guillot Sirga la lionne.
- Musique : Salif Keïta
- Directeur de la photographie : Jean-Michel Humeau
- Montage : Sean Barton, Yann Dedet et Terry Stokes
- Production : Luc Besson, Patrick Grandperret et Yannick Bernard
- Sociétés de production : Studiocanal, Les Films du Dauphin, Odessa Films, RGP France, Skyline Films
- Société de Distribution : LCJ Éditions et Productions
- Pays :  France,  Burkina Faso
- Langue originale : français
- Genre : aventures, conte
- Durée : 86 minutes
- Date de sortie : 16 juin 1993 (France)

## Distribution
- Mathurin Sinze : Oulé
- Sophie Toue Tagbe: Léna
- Souleyman Koly : Moko Kaouro
- Wéré Wéré Liking : Tamani
- Salif Keïta : Griot
- Jean-René de Fleurieu : le prince
- Michel Boccara : le marchand d'esclaves
- Damouré Zika : un sage
- Thomas Tia : Kieffi
- Talou Mouzouran: un sage
- Guy Cuevas : Eunuque
- Sidy Lamine : un esclave

## Conception du film

### Scénario
L'enlèvement d'Oulé, au début du film, se réfère au contexte de la traite arabe qui prit pour cible différents peuples d'Afrique, incluant des Européens installés là, entre le VIIIe et le XXe siècle. Le scénario comprend cependant très peu de toponymes précis et adopte un traitement du sujet relevant davantage du conte que du film historique.

### Lieux de tournage
Le film a été tourné en Côte d'Ivoire, où fut construit le village de Pama sur un plateau couvert de broussailles, au Zimbabwe, pour les séquences de la grande réserve aux animaux, au Niger, pour la scène du marché au esclaves, et au Maroc, avec le palais du prince, situé à une vingtaine de kilomètres de Marrakech, dont le décor a également servi pour quelques séquences du film La Dernière Tentation du Christ de Martin Scorsese.
Par la suite, Patrick Grandperret adapte une seconde fois un roman de René Guillot avec Le Maître des éléphants, sorti en 1995.